# تصویرسازی چندنمایی
تصویر ارتوگرافیک چندنمایی شیوه‌ای در تصویرسازی است که در آن از تصاویر ارتوگرافیک برای نمایش جسم استفاده می‌شود. از آنجایی که یک تصویر ارتوگرافیک به تنهایی برای نمایش همهٔ اطلاعات جسم کافی نیست، از دو یا چند نمای ارتوگرافیک مرتبط‌به‌هم برای نمایش استفاده می‌شود. دو استاندارد رایج برای رسم این‌گونه تصاویرِ ارتوگرافیک چندنمایی فرجهٔ اول و فرجهٔ سوم هستند.

## فرجه‌ها

نماد استاندارد استفاده‌شده برای تصاویر فرجهٔ اول (سمت چپ) یا فرجهٔ سوم (سمت راست).

هرگاه یک صفحهٔ افقی و یک صفحهٔ قائم یکدیگر را قطع کنند، فضا به چهار قسمت تقسیم می‌شود. به هر یک از این قسمت‌ها یک فرجه می‌گویند. فرجهٔ بالا و سمت راست را فرجهٔ اول، فرجهٔ بالا و سمت چپ را فرجهٔ دوم، فرجهٔ پایین و سمت چپ را فرجهٔ سوم و آخرین فرجه را هم فرجهٔ چهارم می‌گویند. در رسم فنی از فرجه‌های اول (مطابق استاندارد ایزو) و سوم (مطابق استاندارد آمریکایی) استفاده می‌شود. خطی که در فصل مشترک بین دو صفحه قرار می‌گیرد را خط زمین می‌گویند. هر فرجه متشکل از دو نیم‌صفحه است. معمولاً برای نمایش بهتر، یک صفحهٔ دیگر را که عمود بر دو صفحهٔ افقی و قائم است به فرجه اضافه می‌کنند که به آن صفحهٔ نیم‌رخ گفته می‌شود. برای رسم شکل در هر فرجه آن جسم را در همان فرجه در نظر می‌گیرند و سپس تصویر ارتوگرافیک جسم را روی هر یک از نیم‌صفحه‌ها ترسیم می‌کنند. از آنجایی که نقشه باید روی یک سطح ترسیم شود، برای سادگی صفحه‌ها را با کمک دوران نسبت به فصل مشترکشان از هم باز می‌کنند تا روی یک سطح قرار بگیرند و نقشهٔ چندنمایی حاصل شود.

### رسم تصویر در فرجهٔ اول
رسم تصویر در فرجهٔ اول مطابق استاندارد ایزو است. در رسم تصاویر فرجهٔ اول، جسم بین ناظر و تصویر قرار می‌گیرد. نمایی از جسم که حاوی اطلاعات بیشتری است را با صفحهٔ عمودی موازی در نظر می‌گیرند. تصویر تشکیل‌شده روی صفحهٔ عمودی را تصویر قائم، تصویر تشکیل‌شده روی صفحهٔ افقی را تصویر افقی، و تصویر تشکیل‌شده روی صفحهٔ نیم‌رخ را تصویرنیم‌رخ یا جانبی می‌نامند. صفحه‌های تصاویر را به گونه‌ای از هم باز می‌کنند که تصویر نیم‌رخ در سمت راست نمای روبه‌رو و تصویر افقی در زیر آن قرار می‌گیرد. با این روش، در تصویر قائم نمایِ روبه‌رو با دید از جلو، در تصویر افقی نمای افقی با دید از بالا و در تصویر جانبی نمای جانبی با دید از چپ به دست می‌آید. در صورتی که سه نمای گفته‌شده برای نمایش تصویر کافی نباشد، می‌توان از دیدهای مخالف (راست، پایین و پشت) را نیز استفاده کرد.

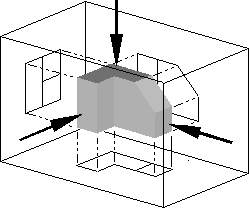
تصویر جسم در مکعب فرضیِ فرجهٔ اول. نماهای جسم با استفاده از تصویرسازی ارتوگرافیک جسم روی دیواره‌های مکعب حاصل می‌شوند.
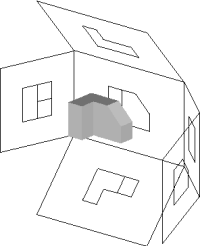
روش باز کردن مکعب تصاویر فرجهٔ اول.
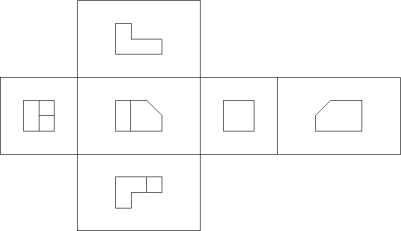
تصویر ارتوگرافیک چندنمایی فرجهٔ اول.

### رسم تصویر در فرجهٔ سوم
رسم تصویر در فرجهٔ سوم به روش آمریکایی معروف است. در این روش صفحهٔ تصویر بین جسم و ناظر قرار می‌گیرد. در تصویر ارتوگرافیک چندنمایی حاصل از این روش، نمای افقیِ دید از بالا در بالای نمای روبه‌رو و نمایِ جانبیِ دید از راست در سمت راست آن قرار می‌گیرد.

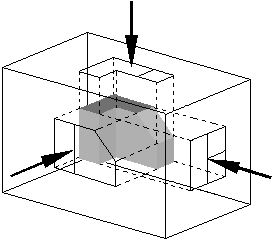
تصویرسازی در فرجهٔ سوم
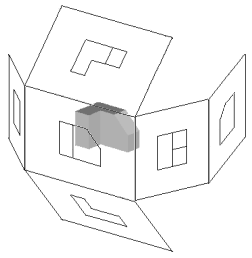
بازکردن مکعب تصاویر فرجهٔ سوم
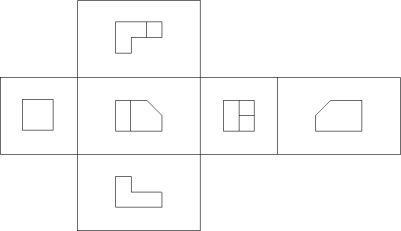
تصویر ارتوگرافیک چندنمایی فرجهٔ سوم